# ديفيد تايلور (سياسي أمريكي، مواليد 1818)
ديفيد تايلور (بالإنجليزية: David Taylor)‏ هو قاضي ومحامي وسياسي أمريكي، ولد في 18 مارس 1818 في كارليلس في الولايات المتحدة، وتوفي في 5 أبريل 1891. انتخب عضو جمعية ولاية ويسكونسن وانتخب عضو مجلس ولاية ويسكونسن.